# Iosif Sîrbu

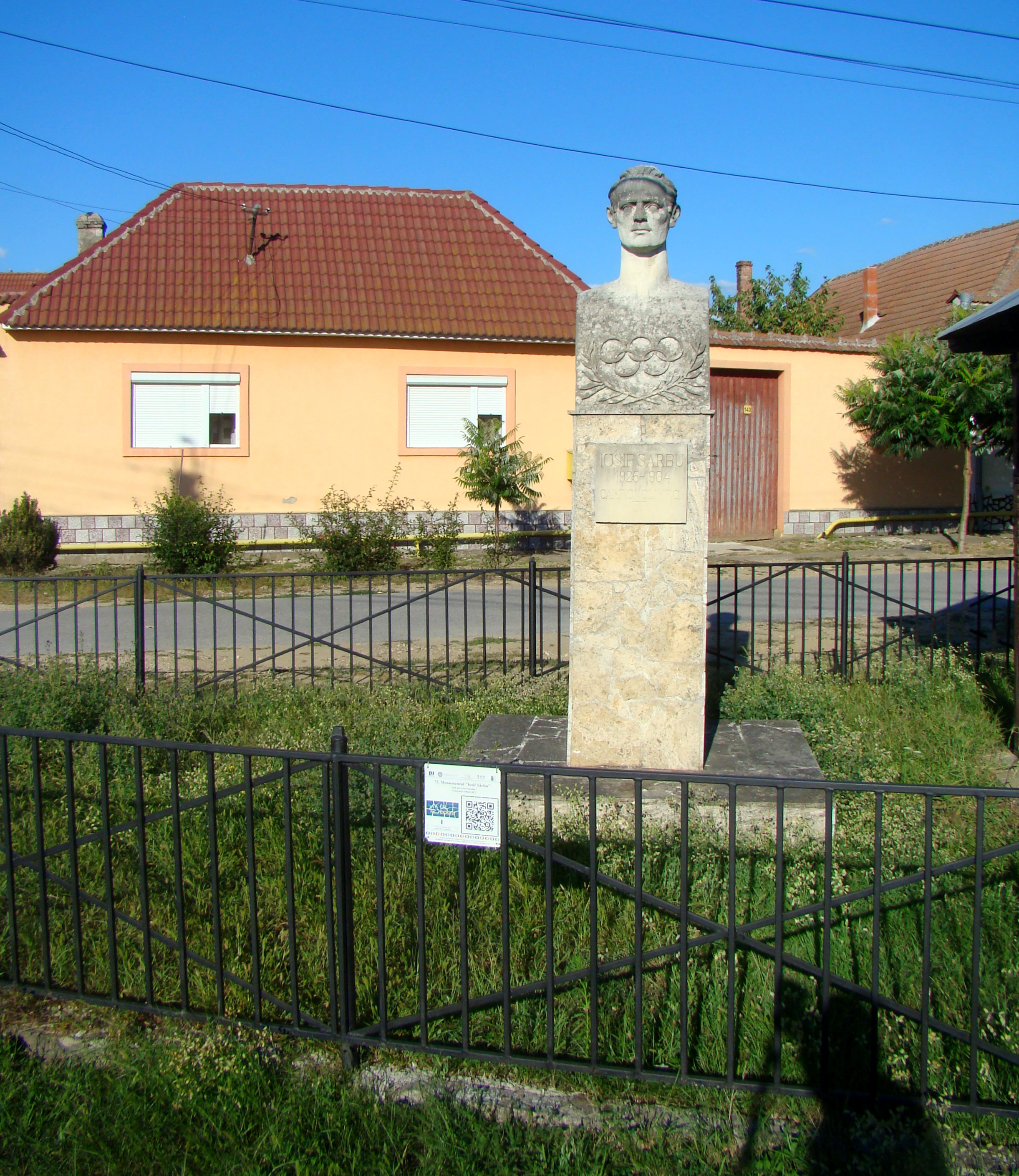
Bustul lui Iosif Sîrbu din satul natal Șibot

Iosif Sîrbu (n. 21 septembrie 1925, Șibot, România – d. 26 septembrie 1964, București, România) a fost un trăgător de tir, primul campion olimpic român în cadrul Jocurilor Olimpice de vară din 1952 de la Helsinki la proba de tir, armă liberă, calibru redus, 40 focuri, poziția culcat. A fost și multiplu campion național și balcanic. După victoria de la olimpiadă, a fost nevoit să schimbe arma și poziția de tragere, în urma unei afecțiuni la ochiul drept; reușește, totuși, un loc 5 la JO din Melbourne - 1956. Din motive încă neelucidate, s-a sinucis, la 26 septembrie 1964.

## Citate ale sportivului
În marele concert al sportului, tirul reprezintă muzica de cameră. E o sonata pentru vioară solo. Totul e limpede și viguros. Și trăgătorul e singur. E doar cu sine însuși… Trâmbițele asurzitoare ale fotbalului au amuțit treptat, dincolo de zidurile adolesceței. În tir totul e grav și profund…
Aici nu e teren de fotbal, ci o catedrală a sportului. Dacă vreți să intrați în ea, pășiți în vârful picioarelor, iar dacă aveți alte gânduri, dispăreți repede, că pe aici se mai răsucesc și urechi...

## Începutul sportiv
Tatăl său, Dănilă Sîrbu, trudea din greu un petic de pământ neroditor, iar când Iosif avea doar patru ani acesta a plecat la București pentru o sujbă bună. Mutarea întregii familii a avut loc peste trei ani. Iosif pune mâna pe pușcă la vârsta de 12 ani, fiind inițiat de tatăl său ca prim antrenor. La 14 ani își trece în palmares cea dintâi victorie la „ Cupa Orașului București” în întrecerea elevilor, la proba de armă sport, cinci focuri, din poziția culcat, fiind la un punct distantă de punctajul maxim (49 din 50). Provenind din familie modestă această victorie clară este dată repede uitării.
După aceea vine războiul și soldatul Iosif Sîrbu luptă pentru eliberare, participând între timp la concursurile militare cu arma de război .
În 1946 participă și câștigă concursul național de tir cu 358 de puncte la armă liberă poziția în picioare.

## Viața sportivă înainte de Olimpiadă
În 1947 este campion balcanic cu un total de 391 de puncte la armă liberă, poziția culcat. În anul 1949 cu patru titluri naționale deține supremația internă a acestui sport. Tot în acel an la proba 40 de focuri culcat el nu putea trece de pragul 399. 
Pentru a ajunge la perfecțiune corespondează cu finlandezul Janhonen, campionul mondial al zilei, care îl determină pe român să caute și să găsească soluții noi în construcția și reglajul armei, dar cu toate astea nu trece de 399. Astfel vine anul 1952 cu dubla mare confruntare:  Campionatele Mondiale de la Oslo și Jocurile Olimpice de la Helsinki.
Ajuns în Țara celor 1000 de lacuri Iosif vede la startul probei sale preferate pe americanul Jackson (singurul din lume care atinsese cele 400 de puncte) și sfătuitorul său de taină Janhonen. 
La așa-numitele „concursuri pentru insignă” Iosif Sîrbu a cucerit aurul la armă liberă cu calibru redus, poziția în picioare, cu 371 de puncte și două „arginturi” la același tip de armă, pozițiile culcat și în genunchi. Peste numai câteva zile va obține a doua insignă de aur la proba de armă liberă poziția în genunchi, 40 de focuri, cu o performanță de 385 de puncte.

## Marea victorie, prima Olimpiadă
Pentru Iosif Sîrbu Olimpiada s-a desfășurat pe Poligonul Malmi care se afla la 26 de kilometri de Helsinki. Pe mulți dintre concurenți Iosif deja îi depășise în Norvegia, dar rămânea marele Jakson și țintașul sovietic Boris Andreev, creditat printre marii favoriți.
Finaliștii probei de armă liberă calibru redus, 40 de focuri, poziția culcat, sânt chemați la standuri. În aceste clipe Iosif Sîrbu se gândește la „imposibilul 400”: „Hai să le arătăm de ce suntem în stare! Că n-au prea auzit de noi!”. Așa va începe una din cele mai fantastice finale din istoria tirului.
Iosif Sîrbu înscrie primul „decar” din primul foc, dar asta nu-l entuziasmează, știind că până la final mai este mult, astfel încât seria „decarilor” continuă. Numai că acest lucru îl realizase între timp și contracandidații: Andreev, Boa, Spören, Horber și Jakson.
Momentele de încordare se scurg cu repeziciune și vine clipa ultimului foc. Iosif simte un fior lăuntric, luneta arătându-i clar că se află la un foc distanță de „imposibilul 400”. Trebuie să reușească cu orice preț! Respiră adânc de câteva ori, se asează din nou în poziție de tragere, potrivește arma îndelung, fixează la nesfârșit cătarea pe baza țintei și în fine blochează respirația. Arătătorul începe să apese imperceptibil pe trăgaci, milimetru cu milimetru. Și plumbul pornește, purtat de un fir spre inima țintei. Se uită după aceea prin lunetă vede rezultatul dar își înfrânează foarte greu bucuria omenească. Se uită curios la acele ceasorniculuiconstatând că toată tragerea a durat 70 de minute, în acest scurt timp a fost posibilă realizarea perfecțiunii probei de tir.
Iosif a aflat vestea victoriei atunci când trăgea seria din poziția „din genunchi”. Nu s-a mai putut concentra, simțind o istoveală plăcută cum i se strecuraseră în corp. În fine s-au anunțat rezultatele oficiale Iosif și Andreev fiind la egalitate cu 400 de puncte, victoria fiind apropiată de cel care avea mai multe „muște” adică gloanțe ce au lovit mijlocul negru a țintei. Astfel doi olimpici aveau egalitate pe record mondial și olimpic. Victoria în cele din urmă a fost acordată lui Iosif deoarece conducea cu 33 de lovituri în mijlocul țintei fața de cele 28 ale adversarului. Atunci la Malmi s-a auzit pentru prima dată în istorie imnul României.
Clasamentul competiției fiind următorul:
1.	Iosif Sîrbu România  400 p (33) –campion olimpic
2.	Andreev U.R.S.S.      400p (28)
3.	Jakson S.U.A.      399p
4.	Boa Canada            399p
5.	Spören Germania      399p
6.	Horber Elveția       398p
7.	Leskinen Finlanda   398p
8.	Moreira Brazilia     398p 
În acele momente multă cerneală a curs pentru această victorie, deoarece primii clasați au fost la egalitae de puncte și acestea fiind maxime, diferența între ei era infimă. Un alt motiv fiind acela că tabloul general al competiției arăta clar că medaliile și ordinea fuseseră puternic influențate de prezența sau absența unui punct. Realizând o comparație: campionul olimpic din  1976 de la  Montreal, americanul Murdock a realizat 398 de puncte. Dacă ar fi fost la Helsinki s-ar fi mulțumit cu locul șase.

## Între două olimpiade
Nu după mult timp de la marea victorie, Iosif Sîrbu află de la medicul oftamolog că ochiul drept nu mai trebuie forțat în nici un fel.
Într-un astfel de moment cel care devenise primul maestru emerit al sportului, nu s-a gândit să renunțe la activitatea sa și să se retragă în plină glorie, gândindu-se cum să continue cu celalt ochi. 
Atunci a aflat că un alt tirist, maghiarul Takács a reușit să tragă cu mâna stângă după ce și-a pierdut mâna dreaptă.
Astfel Iosif Sîrbu se îndârjește și caută cu febrilitate soluția care vine în cele din urmă inventând un sistem care va fi brevetat de americani în 1955. Noul mecanism consta în deplasarea sistemului de vizare prin intermediul unei tije.

## A doua olimpiadă si a treia
În aceste condiții va reuși la următoarea ediție a Jocurilor Olimpice(Melbourne 1956) să se claseze pe locul cinci, în proba de armă liberă calibru redus, 60 focuri culcat, realizând 598 de puncte din 600 de puncte, la numai un punct de medaliatul cu argint și la două de campionul olimpic, canadianul Quelette, care egala recordul de maximum 600. În acele vremuri, datorită faptului că recordurile “se spărgeau“ din ce în ce mai des Federația Internațională se decide să micșoreze dimensiunea “muștelor”.
La Kiev în 1957 Iosif Sîrbu îl învinge pe campionul olimpic de la Melbourne în proba 3 ori 40 de focuri  Anatoli Bogdanov.
La Olimpiada de la Roma campionul avea 35 de ani. Calificarea în finala competiției nu a fost o problemă, dar nu a mai putut să se bată pentru medalie, clasându-se pe locul 12, jurându-si să revină mai pregătit peste patru ani, la Tokio. Însă această promisiune nu a putut să mai fie onorată.

## Distincții
- Ordinul Muncii cl. I-a (19 noiembrie 1952) pentru rezultatele obținute la Jocurile Olimpice de vară de la Helsinski[9]
- Medalia Muncii (18 decembrie 1956) „pentru merite deosebite in pregătire și pentru rezultatele obținute la cea de a XVI-a ediție a jocurilor olimpice care au avut loc la Melbourne”[10]